# Simpson (Kansas)
Simpson é uma cidade localizada no estado americano de Kansas, no Condado de Cloud e Condado de Mitchell.

## Demografia
Segundo o censo americano de 2000, a sua população era de 114 habitantes.
Em 2006, foi estimada uma população de 100, um decréscimo de 14 (-12.3%).

## Geografia
De acordo com o United States Census Bureau tem uma área de
0,6 km², dos quais 0,6 km² cobertos por terra e 0,0 km² cobertos por água. Simpson localiza-se a aproximadamente 406 m acima do nível do mar.

## Localidades na vizinhança
O diagrama seguinte representa as localidades num raio de 24 km ao redor de Simpson.